# 인쇄

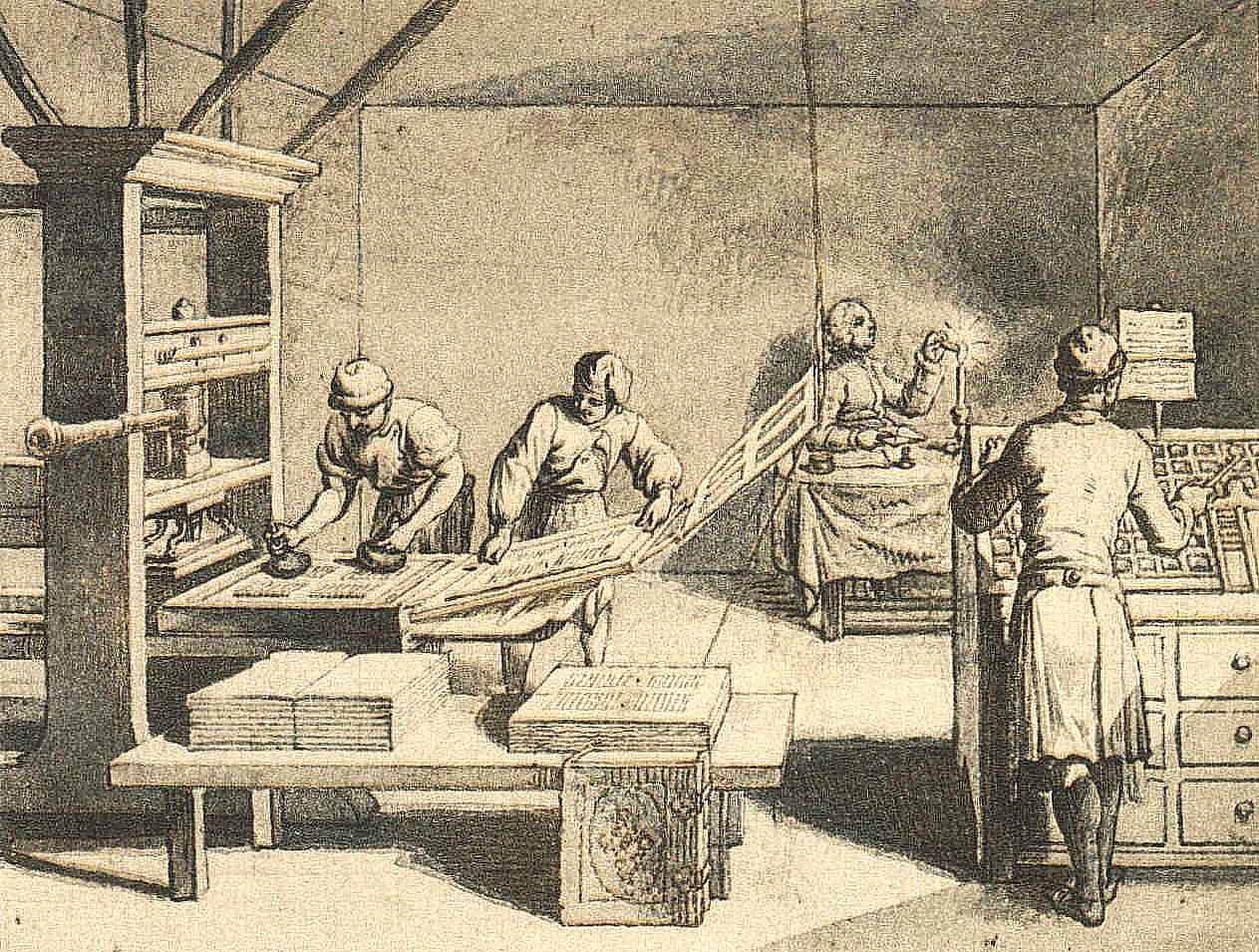

인쇄(印刷)는 글과 그림을 찍어내는 과정이며, 대개 프레스기를 이용하여 잉크를 사용해서 종이에 찍는 것을 이야기한다. 큰 산업 과정으로 생각할 수도 있으며 출판업에서 가장 중요하다.

## 역사
최초의 인쇄술은 목판 인쇄로, 한 장의 종이를 나무로 깎은 판으로 인쇄하는 것이었다. 지금까지 알려진 것 가운데 가장 오래된 목판 인쇄본은 751년경에 신라에서 찍은 무구정광대다라니경이다. 목판 인쇄술은 유럽에도 알려져 성경을 만드는 데 사용하였다. 목판인쇄로는 작은 글씨를 깎기에 어려웠고, 주로 글을 못 읽는 사람을 대상으로 하여 글씨를 현저하게 줄이고 그림 위주로 만든 '가난뱅이의 성경'을 출판했다.
- 751년경 목판 인쇄로 《무구정광대다라니경》을 제작하다.
- 770년 일본에서 《백만탑다라니경》을 목판 인쇄하다.
- 868년 중국에서 당나라 때 목판 인쇄로 출간한 불경을 쉽게 풀이한 《금강경》을 발견하다.
- 1371년 충청북도 청주시의 흥덕사에서 《직지심체요절》을 금속 활자로 인쇄하다.
- 조선 태종 때 주자소를 설치하여 계미자와 갑인자를 주조하여 활판 인쇄에 활용하다.
- 독일에서 구텐베르크가 1450년에 독특한 활자 인쇄법을 개발하여 인쇄 대중화에 기여하다. 인쇄술이 빠르게 발전하여 16세기 중반경 필요한 노동자 수가 줄어들자 프랑스에서 인쇄공들이 파업하였다.[1]

대한민국 불국사 석가탑에서 발견한 목판본 무구정광대다라니경은 석가탑을 만든 751년 이전에 목판으로 인쇄하였다.

## 근대 인쇄술
현재 인쇄하는 책과 신문들은 오프셋 인쇄를 사용한다. 그 밖에도 고체염료 인쇄, 스크린 인쇄, 잉크젯 인쇄, 레이저 인쇄 등이 있다.
디지털 인쇄는 대부분 전하를 사용하여 토너나 액체 잉크를 종이 같은 인쇄면에 찍어내는 기술이다. 디지털 인쇄는 크게 발전하여 제록스 사의 iGen3, 휴렛패커드 사의 인디고 시리즈 인쇄기가 있다. 이런 인쇄 시스템은 다품종 소량 인쇄에 적합하며, 오프셋 인쇄와 품질이 비슷하다. 디지털 오프셋 과정은 파일을 바로 인쇄가 가능한 형태로 변형하여 인쇄한다.
작은 규모의 인쇄소는 오프셋 인쇄나 복사기를 사용한다.
요새에는 컴퓨터 출력장치인 프린터를 이용한 전자인쇄가 생겨 기업 문서나 정부 문서는 전자인쇄를 사용한다. 이러한 결과로 전자출판이 발달했고, 출판사가 주문한 양만 인쇄하는 주문식 인쇄가 유행하고 있다.

## 인쇄 방식
판면(版面)의 구조에 따라 다음과 같이 구별한다.
- 철판(凸版): 인쇄하는 화선(畵線) 부분을 높게 철상(凸狀)으로 하고 이 부분에 잉크를 묻혀 인쇄한다. 활자를 사용할 때는 활판인쇄라고도 일컫는다.
- 평판(平版): 인쇄의 화선(畵線)이 다른 부분과 거의 같은 높이의 평평한 판을 사용한다. 감광성 수지(感光性樹脂)를 바른 알루미늄판이나 아연판에 사진 필름으로 된 원판을 노광(露光)하고 현상해서 판면 위에 친유성(親油性) 화선을 만든다. 우선 적시는 물을 판면에 묻혀서 친수성(親水性)인 비화선부(非畵線部)에 흡착시키고, 다음에 유성(油性)잉크를 화선부에 흡착시켜서 인쇄한다. 현재의 평판인쇄에서는 잉크를 일단 판면으로부터 고무블랭킷으로 전사(轉寫)하여 이를 종이에 인쇄하는 오프셋인쇄 방식이 쓰인다.
- 요판(凹版): 인쇄의 화선이 판면의 다른 부분보다 낮게 요상(凹狀)을 나타낸다. 여기에 잉크를 부어 넣어 화선 이 외의 부분에 묻은 잉크를 닦아내고 인쇄한다. 요판인쇄에는 지폐나 증권 등에 사용되는 조각요판인쇄와 잡지 등의 사진 페이지에 사용되는 사진요판인쇄, 즉 그라비어인쇄가 있다.

### 기타
깃발(旗)이나 보자기 등에 인쇄하는 날염인쇄(捺染印刷), 비닐·유리·목재·금속 등의 표면에 인쇄하는 실크스크린인쇄(silk screen 印刷), 공판인쇄(孔版印刷) 등이 있다. 날염인쇄는 색료(色料)와 호료(糊料)를 혼합하여 천에 인쇄하는 염색방법이다. 날염에는 기계를 사용하는 기계날염과 형날염(型捺染)이 있으며, 기계날염은 그라비어인쇄방식으로, 무늬를 조각한 구리 실린더를 커다란 압원통(壓圓筒) 주위에 색 수만큼 배치한 인쇄기로 인쇄하여 건조한 후 증기처리하여 염색하고 물에 빨아 호료를 제거하여 완성한다.
날염인쇄에는 염료날염과 안료날염이 있으며 근래에 와서 안료날염 방식이 눈부시게 발전하여 사진제판을 이용, 상당히 정교한 인쇄가 가능하다. 실크스크린인쇄는 잉크를 투과시키는 실크나 나일론직포의 비화선부(非畵線部)만을 수지 등으로 덮어 인쇄하는 방식인데 사용하는 잉크에 따라 종이·목재·플라스틱 등 모든 재료에 인쇄가 가능하다. 제판에는 사진제판의 수법을 사용하여 상당히 정밀한 다색도 인쇄도 가능하다.
공판인쇄는 등사인쇄와 같은 원리로서 잉크를 투과시키지 않는 등사원지에 단속(斷續)하는 작은 구멍을 만들어 이 구멍으로부터 잉크를 베게하여 인쇄한다. 원지에다 타자기 등을 이용하여 원판(原版)을 만들어 윤전등사기 등으로 인쇄하는데 주로 작은 부수의 보고서·영화대본 등에 이용한다.

## 가압 방식
- 평압식(平壓式): 평평한 판과 평평한 압반(壓盤) 사이에 종이를 삽입하여 가압 인쇄하는 방식. 구조가 간단하며 명암인쇄기 등은 현재에도 이 방식이 쓰인다.
- 원압식(圓壓式): 평면상(平面狀)인 판 위에 원통상(圓筒狀)인 압동(壓胴)을 배치하는 방식으로 압동이 일정 위치로 회전, 판반(版盤)이 수평으로 왕복운동을 한다. 활판인쇄기에는 이 방식이 많다.
- 윤전식(輪轉式): 원통상(圓筒狀)인 판동(版胴)과 압동(壓胴)이 압착(壓著)하여 회전하는 방식인데, 신문이나 많은 부수의 잡지 등을 인쇄하는 데는 거의 이 윤전방식이 채용된다.

## 같이 보기
- 컬러 인쇄
- 활자
- 활판인쇄
- 오프셋 인쇄
- 장영실
- 주문식 인쇄
- 판화